# 日本国憲法第89条
日本国憲法 第89条（にほんこく（にっぽんこく）けんぽう だい89じょう）は、日本国憲法の第7章にある条文であり、公の財産の支出又は利用の制限について規定している。

## 条文
日本国憲法、e-Gov法令検索。

第八十九条公金その他の公の財産は、宗教上の組織若しくは団体の使用、便益若しくは維持のため、又は公の支配に属しない慈善、教育若しくは博愛の事業に対し、これを支出し、又はその利用に供してはならない。

## 沿革

### 大日本帝国憲法
なし

### 憲法改正要綱
なし

### GHQ草案
「GHQ草案」、国立国会図書館「日本国憲法の誕生」。

#### 日本語
第八十三条公共ノ金銭又ハ財産ハ如何ナル宗教制度、宗教団体若ハ社団ノ使用、利益若ハ支持ノ為又ハ国家ノ管理ニ服ササル如何ナル慈善、教育若ハ博愛ノ為ニモ、充当セラルルコト無カルヘシ

#### 英語
Article LXXXIII.No public money or property shall be appropriated for the use, benefit or support of any system of religion, or religious institution or association, or for any charitable, educational or benevolent purposes not under the control of the State.

### 憲法改正草案要綱
「憲法改正草案要綱」、国立国会図書館「日本国憲法の誕生」。

第八十五公金其ノ他ノ公ノ財産ハ宗教制度若ハ宗教団体ノ使用、便益若ハ維持ノ為又ハ国ノ管理ニ属セザル慈善、教育若ハ博愛ノ事業ニ対シ之ヲ出捐スルコトヲ得ザルコト

### 憲法改正草案
「憲法改正草案」、国立国会図書館「日本国憲法の誕生」。

第八十五条公金その他の公の財産は、宗教上の組織若しくは団体の使用、便益若しくは維持のため、又は公の支配に属しない慈善、教育若しくは博愛の事業に対し、これを支出し、又はその利用に供してはならない。

## 解説
政教分離の財政面での徹底、税金の濫費の防止などを目的とする規定である。

### 公金支出の禁止
国または地方公共団体の所有する公金その他の公の財産は、国民の負担と密接に関わるので、それが適正に管理され、民主的にコントロールされる必要がある旨の趣旨を表した条文である（地方自治法242条参照）。
本条の前段は宗教上の組織若しくは団体への公金の支出を禁止することによって政教分離の原則を財政面から保障することを目的としている。後段の趣旨・目的は大別して
①私的な事業への不当な公権力の支配が及ぶことを防止するための規定と解する立場
②公財産の濫費を防止し、慈善事業等の営利的傾向ないし公権力に対する依存性を排除するための規定と解する立場
がある。
①の立場は厳格かつ狭義に解するため、監督官庁が事業の自主性が失われる程度に達しない権限を有するだけでは「公の支配」とは言えず、その事業に対する助成は違憲の疑いがあることになる。
②の立場は、緩やかに、かつ広義に解するので、業務や会計の状況に関し報告を徴したり、予算について必要な変更をすべき旨を勧告する程度の監督権をもっていれば助成は合憲とされることになる。
判例によれば、この条文でいう宗教団体とは、布教や具体的な宗教行為の実践を本来の目的とする団体に限られるとされる。換言すれば、特定の宗教に基づいて運営されているというだけでは、この条文でいう宗教団体には該当せず、献金や助成は合憲である。これは日本遺族会への献金の合憲性をめぐる訴訟で初めて判示されたものである。
これとは別に、私立学校振興助成法による私学助成や地方自治体が行う認可外保育施設への支出は憲法違反にあたるのではないかという指摘がある。また、外国人学校の無償化に対しても、憲法違反にあたるのではないかという指摘がある。
私学助成の合憲性を基礎づけるには、教育のもつ「公の性質」や憲法26条の言う教育の機会均等の原則などを考慮に入れることも必要であるとされる。
本条文の第89条は「又は」とか「若しくは」がやたらと多く、「公の支配に服する」とすべきところを「公の支配に属する」などという誤った用法をも見られ、日本語としては完全に失格であるとの指摘もある。
第20条とともに西洋の歴史的な価値観に基づいた「神道指令」による政教分離のための条文であるが、我が国の歴史的背景をも考慮した解釈や運用がなされるべきではないかとの指摘もある。